# Entre Deux
Entre Deux is een modern, grotendeels overdekt winkelcentrum in de binnenstad van de Nederlandse stad Maastricht.

## Ligging en naamgeving
Het winkelcentrum ligt tussen het Vrijthof en de Markt. De naam van het winkelcentrum vloeit voort uit deze ligging, want de vertaling van het Franse entre deux is "tussen twee"; tussen twee pleinen, in dit geval. De naam, oorspronkelijk Entre-Deux (met koppelteken), was het resultaat van een in 1970 uitgeschreven prijsvraag, die gewonnen werd door mevrouw M. Veerendonk. De hoofdtoegangen bevinden zich aan het Domicanerkerkplein en in de Spilstraat. De toegang tot de ondergrondse parkeergarage ligt aan de Helmstraat.

## Oude Entre Deux
Omstreeks 1970 werd op de plek van het oude Dominicanenklooster en het in 1969 gesloopte Stedelijk Lyceum gestart met de bouw van een nieuw warenhuis voor de Luikse firma Grand Bazar, ter vervanging van de bestaande vestiging aan de Kleine Staat, Kersenmarkt en Achter het Vleeshuis. Tijdens de bouw raakte het warenhuisconcern in financiële problemen, waardoor de vestiging in Maastricht werd opgeheven. De ruwbouw van het complex bleef hierdoor lang leegstaan. Het betonnen bouwwerk met ondergrondse parkeergarage voor 200 auto's werd gerealiseerd door de bouwonderneming van Leon Melchior. Het ontwerp in de stijl van het brutalisme was van het Rotterdamse architectenbureau Van den Broek en Bakema.
Midden jaren 1970 werd besloten op de begane grond een winkelcentrum in te richten. Op de bovenverdiepingen nam in 1979 het Bonnefantenmuseum haar intrek. Zowel het museum als het winkelcentrum met de onderliggende parkeergarage bleken redelijk succesvol te functioneren op deze plek, hoewel het complex door veel mensen als 'lelijk' werd beoordeeld. De massieve betonnen constructie voegde zich niet bijzonder fraai in de historische omgeving.
Na het vertrek van het museum in 1995 naar de nieuwbouw aan de Avenue Céramique, bleef een groot deel van het complex leegstaan. Renovatie of nieuwbouw was dringend gewenst.

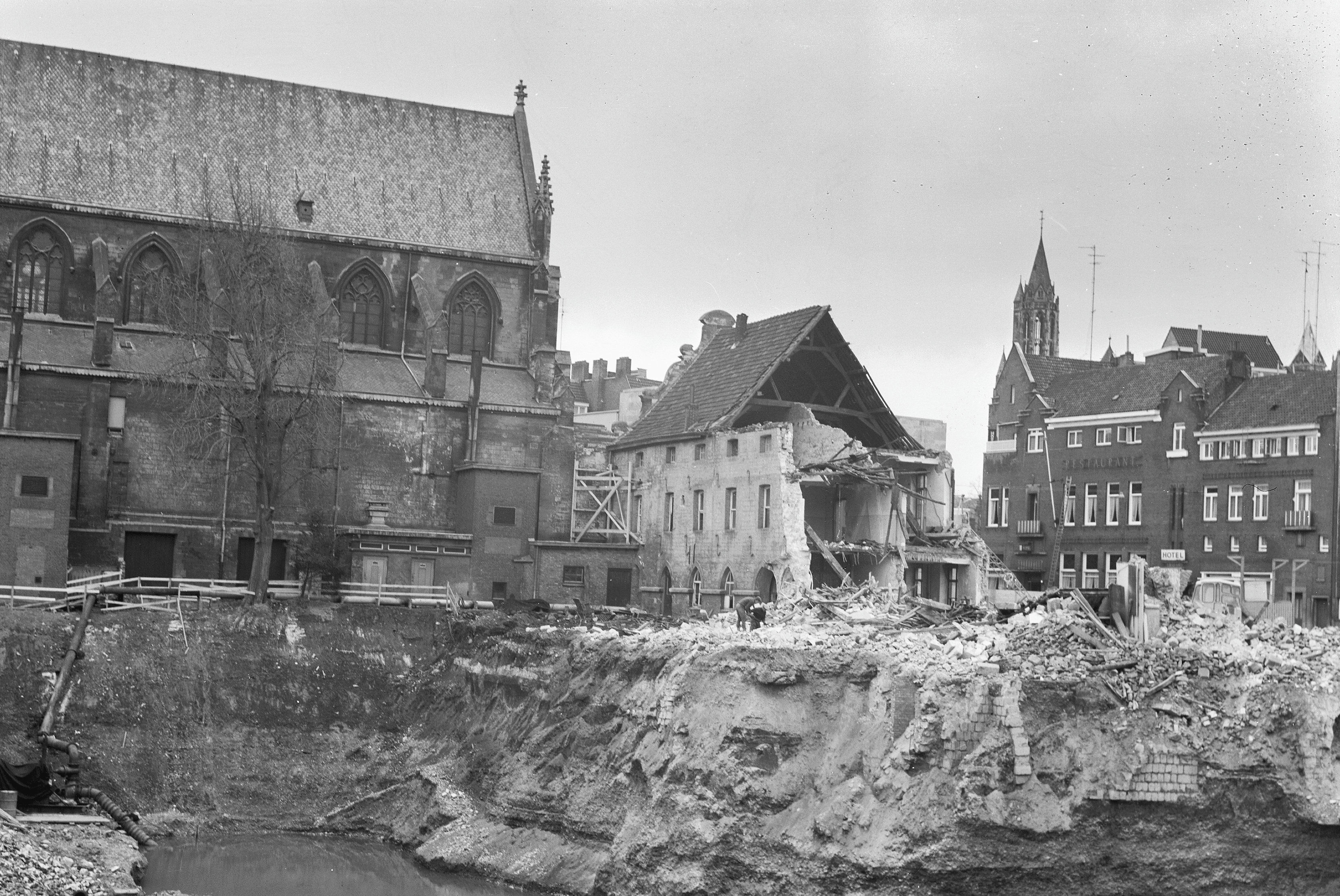
Sloop Stedelijk Lyceum, 1969
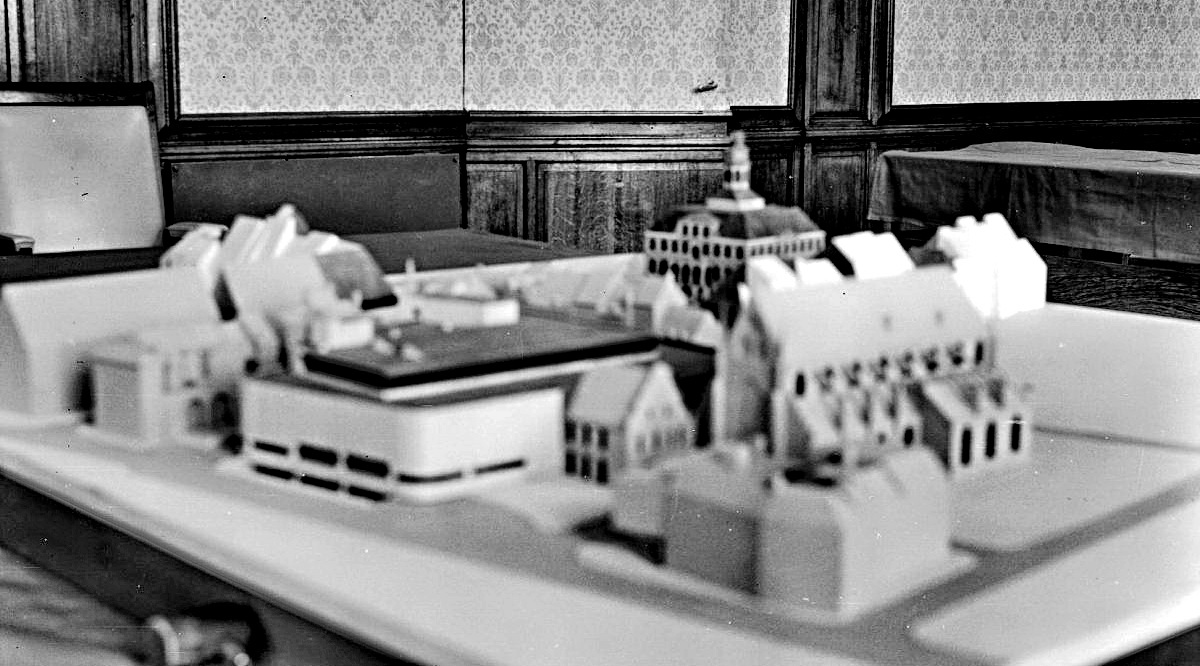
Maquette, 1969
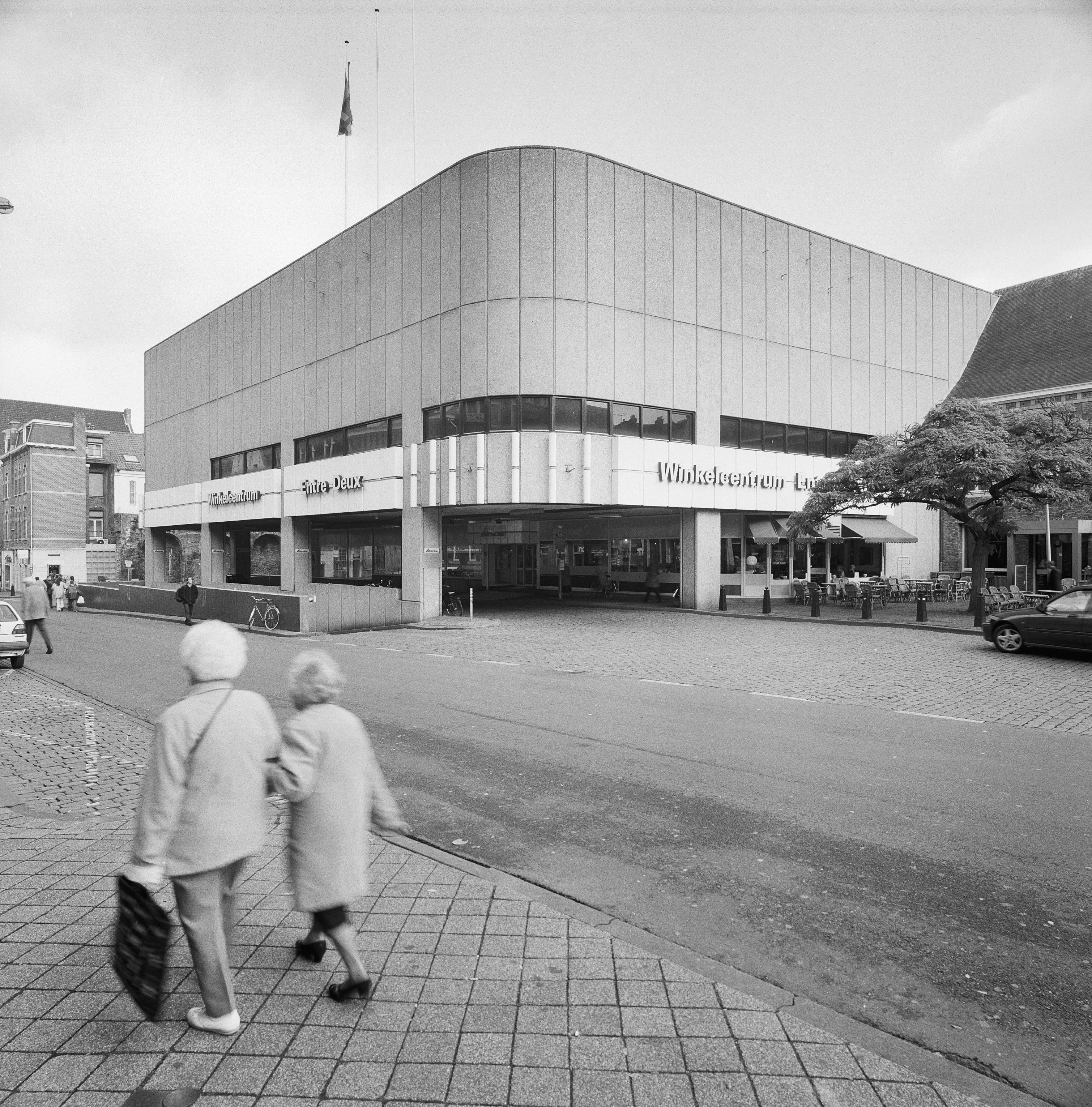
Vanuit het zuidoosten
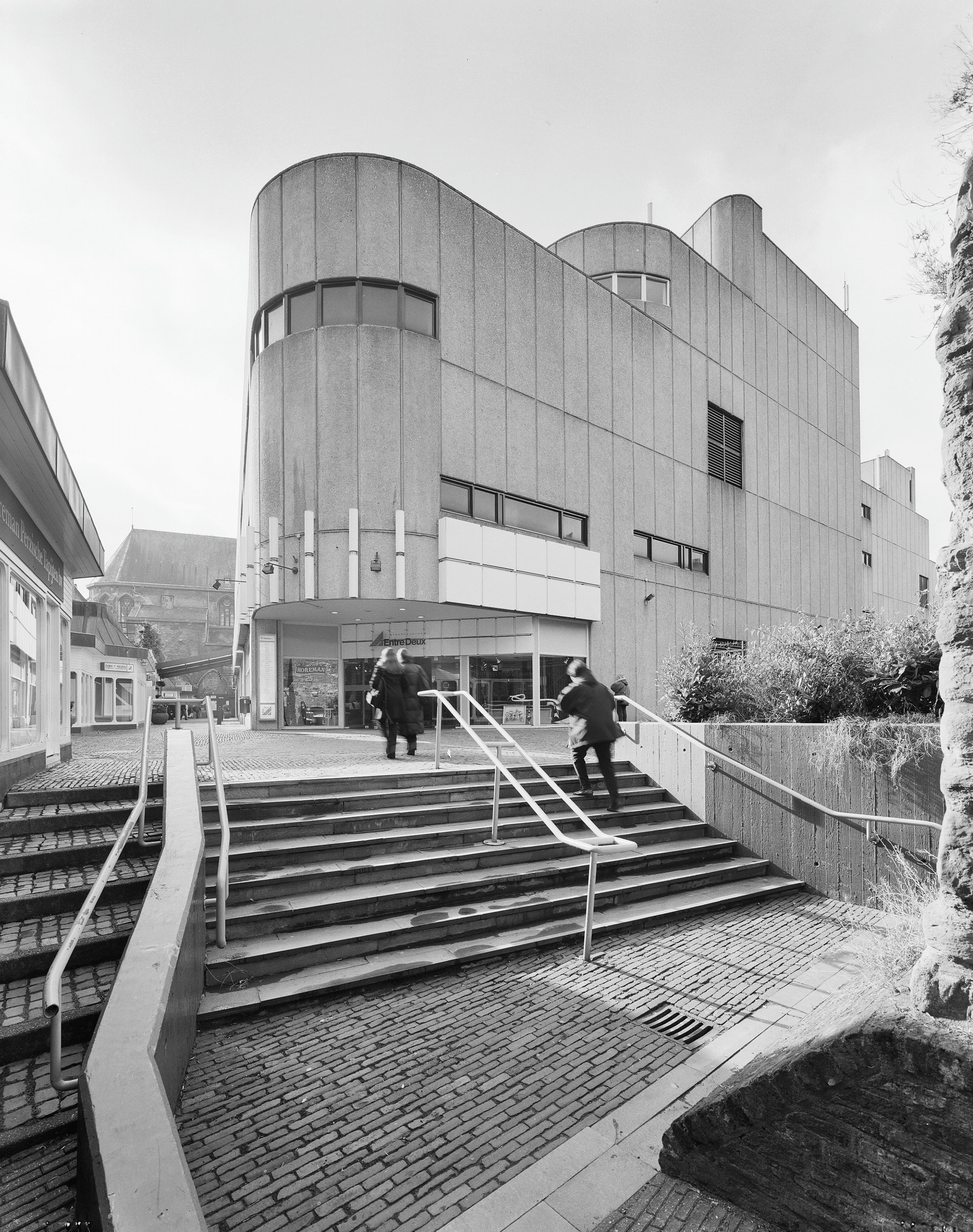
Vanuit het westen

## Nieuwe Entre Deux
Rond 2004 werd gestart met de sloop van het oude winkelcentrum. Het gebouw werd vervangen door een postmodern complex, ontworpen door de Maastrichtse architect Arno Meijs. Gebruikmakend van het natuurlijke hoogteverschil, ontwierp Meijs tussen het Dominicanerkerkplein en de Spilstraat een licht hellende, overdekte hoofdstraat, met op drie etages winkels aan binnenstraten. Delen van het oude Dominicanenklooster kregen een horecafunctie. Rondom een plein op de bovenste etage zijn luxe appartementen gebouwd. Het ontwerp van Arno Meijs ontving diverse prijzen. De toegangshekken en lantaarnpalen met organische vormen zijn ontworpen door de in Maastricht wonende kunstenares Désirée Tonnaer. In 2006 openden de eerste winkels hun deuren. Het publiek oordeelde grotendeels positief over de vernieuwing van het winkelcentrum.
Een bijzonder onderdeel van het winkelcentrum Entre Deux is de boekhandel Dominicanen (voorheen Selexyz, daarna Polare), gevestigd in de 13e-eeuwse Dominicanenkerk. Deze boekhandel werd in 2008 door de Britse krant The Guardian uitgeroepen tot "mooiste boekhandel ter wereld".
In 2021 stond ongeveer een kwart van de 22 winkels leeg. De toenmalige eigenaar pensioenfonds Invesco verkocht het winkelcentrum, met verlies, voor circa 60 miljoen euro aan Leeijen Vastgoed.

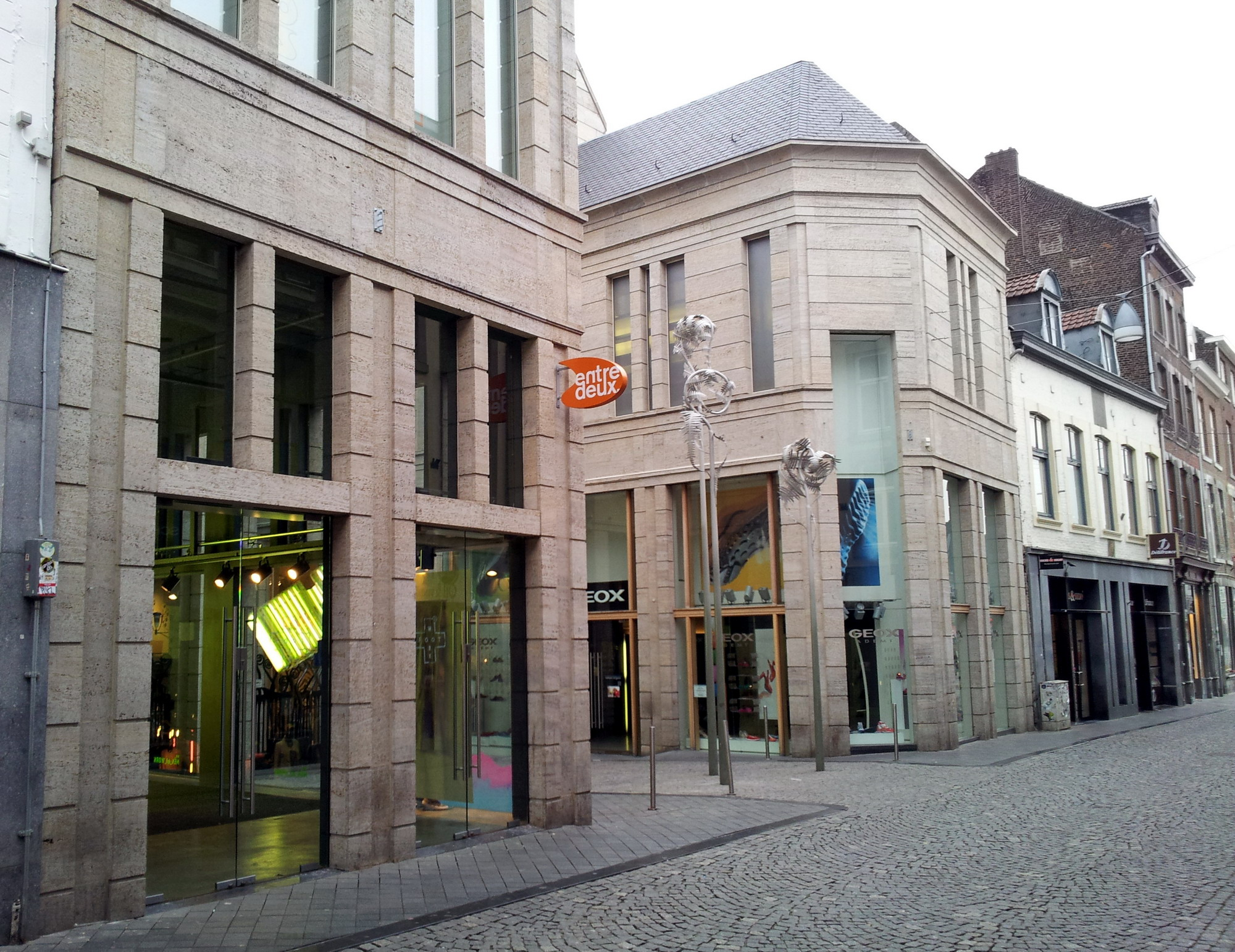
Ingang aan de Spilstraat
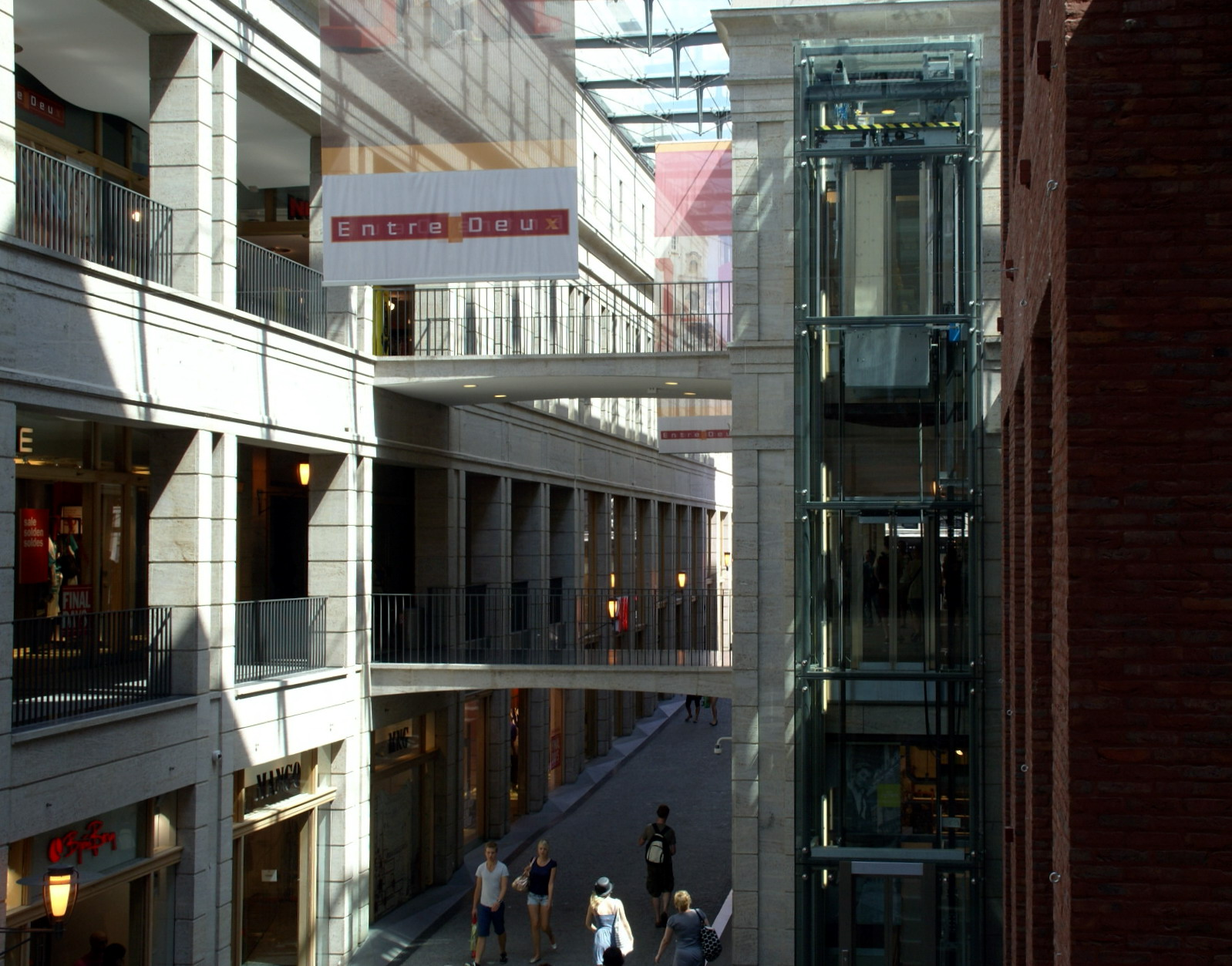
Interieur Spilstraatzijde
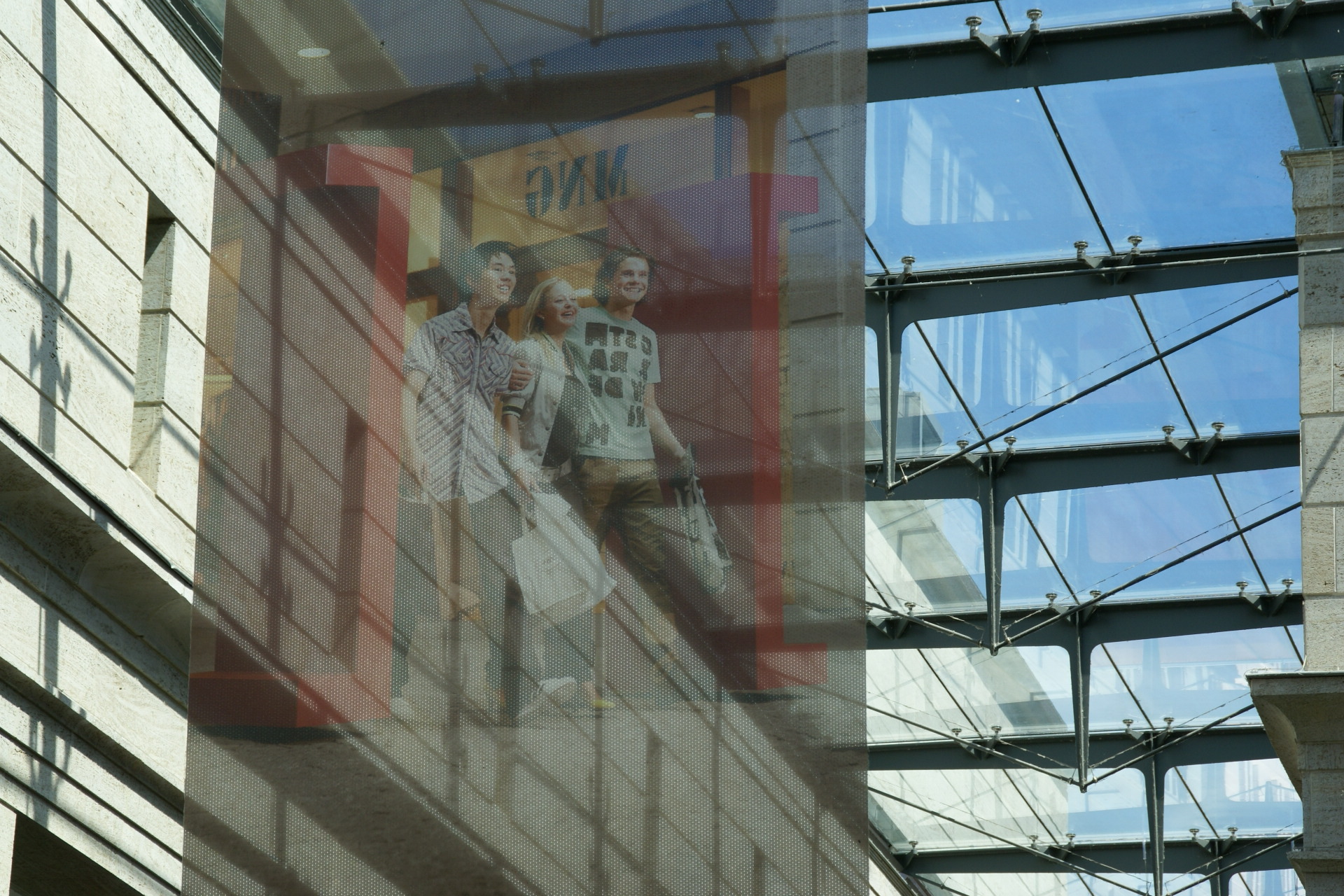
Idem, detail
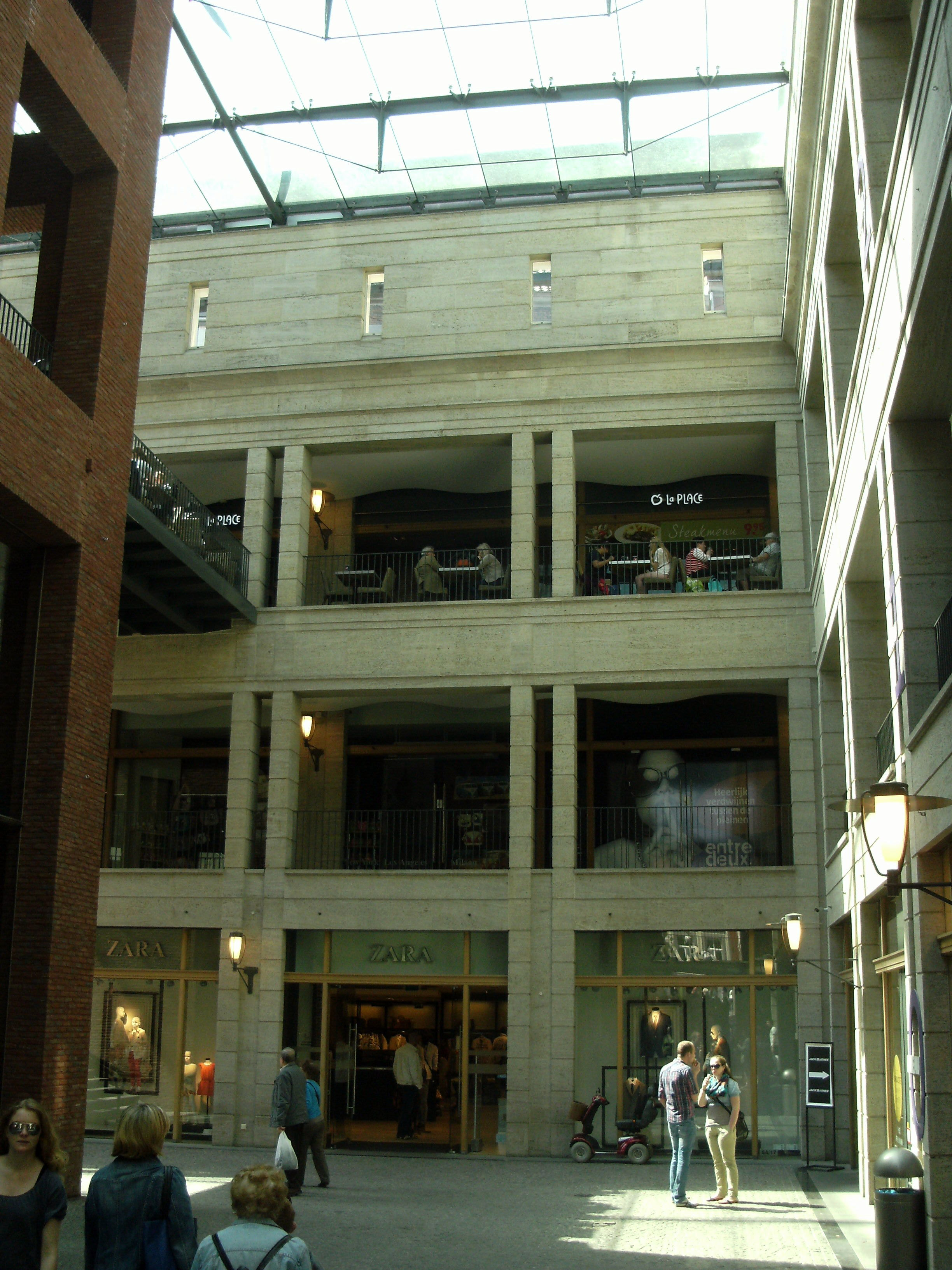
Interieur centrale deel